# Toronto Huskies 1946-1947
La stagione 1946-47 dei Toronto Huskies fu l'unica per la franchigia.
I Toronto Huskies arrivarono quinti nella Eastern Division con un record di 22-38, non qualificandosi per i play-off.

## Roster
| N°    | Naz.                   | Ruolo | Sportivo        | Anno | Alt. | Peso |
| ----- | ---------------------- | ----- | --------------- | ---- | ---- | ---- |
|       | Canada (bandiera)      | GA    | Gino Sovran     | 1924 | 188  | 79   |
| 10    | Stati Uniti (bandiera) | A     | Dick Fitzgerald | 1920 | 188  | 79   |
| 11    | Stati Uniti (bandiera) | AC    | Bob Fitzgerald  | 1923 | 196  | 86   |
| 11-17 | Stati Uniti (bandiera) | G     | Bob Mullens     | 1922 | 185  | 79   |
| 12    | Stati Uniti (bandiera) | A     | Frank Fucarino  | 1920 | 188  | 79   |
| 13    | Stati Uniti (bandiera) | G     | Charlie Hoefer  | 1917 | 175  | 72   |
| 14    | Stati Uniti (bandiera) | G     | Mike McCarron   | 1922 | 180  | 82   |
| 15    | Stati Uniti (bandiera) | AC    | Harry Miller    | 1923 | 193  | 104  |
| 16    | Stati Uniti (bandiera) | AC    | Kleggie Hermsen | 1923 | 206  | 102  |
| 16    | Stati Uniti (bandiera) | A     | Nat Militzok    | 1923 | 191  | 88   |
| 16    | Stati Uniti (bandiera) | AC    | George Nostrand | 1924 | 203  | 88   |
| 17-23 | Stati Uniti (bandiera) | G     | Red Wallace     | 1918 | 185  | 84   |
| 18    | Stati Uniti (bandiera) | GA    | Dick Schulz     | 1917 | 188  | 87   |
| 18    | Stati Uniti (bandiera) | G     | Ray Wertis      | 1923 | 180  |      |
| 19    | Canada (bandiera)      | G     | Hank Biasatti   | 1922 | 180  | 79   |
| 19    | Stati Uniti (bandiera) | G     | Ed Kasid        | 1923 | 180  | 84   |
| 20    | Stati Uniti (bandiera) | C     | Ed Sadowski     | 1917 | 196  | 109  |
| 20    | Stati Uniti (bandiera) | C     | Ralph Siewert   | 1923 | 216  | 104  |
| 21    | Stati Uniti (bandiera) | GA    | Roy Hurley      | 1922 | 188  | 77   |
| 22    | Stati Uniti (bandiera) | AC    | Leo Mogus       | 1921 | 193  | 86   |

## Staff tecnico
- Allenatori: Ed Sadowski (3-9), Lew Hayman (0-1), Dick Fitzgerald (2-1)[1], Red Rolfe (17-27)